# Éris
Éris (em grego:  Ἔρις, transl.: Éris), na mitologia grega, era a deusa da discórdia. Filha de Nix sozinha. Seu equivalente romano é Discórdia. O oposto grego de Éris é Harmonia, cuja contraparte latina é Concórdia. Homero igualou-a com a deusa da guerra Ênio, cuja contraparte romana é Belona. O planeta anão Eris é nomeado sobre a deusa. Foi desposada pelo deus primordial Éter (Deus do espaço imaterial), com o qual concebeu catorze filhos. Cada um deles dotado de um poder maligno o que a alcunhou como Mãe dos Males. Éris sempre fora companheira de seus irmãos em questões terrenas, sobretudo de Ares nas batalhas.